# Aeschropteryx exiliata
Aeschropteryx exiliata är en fjärilsart som beskrevs av Herrich-Schäffer 1870. Aeschropteryx exiliata ingår i släktet Aeschropteryx och familjen mätare. Inga underarter finns listade i Catalogue of Life.